# Vương quốc Castilla
Vương quốc Castilla (tiếng Anh: Kingdom of Castile; tiếng Tây Ban Nha: Reino de Castilla; tiếng Latinh: Regnum Castellae), cũng gọi Castile, là một trong những vương quốc thời Trung cổ trên bán đảo Iberia. Vương quốc này bắt đầu là hạt Castilla, một vùng biên cương của vương quốc León vào thế kỷ 9. Tên của vương quốc này bắt nguồn từ người chủ của những tòa lâu đài xây dựng tại vùng này. Từ thế kỉ 9, vùng này có tên là Bá quốc Castilla (Condado de Castilla).
Đến thế kỷ 10 thì hạt này càng ngày càng có nhiều quyền tự trị, nhưng mãi đến năm 1065, nó mới tách ra khỏi León, trở thành một vương quốc độc lập. Giữa năm 1072 và 1157, nó lại thống nhất với León, và sau 1230 đây là một liên minh lâu dài. Cũng chính vì thế, từ năm 1230 trở đi thì ngôi trị vì của vương thất Castilla hay được biết đến với tên gọi [Crown of Castile], dịch nôm na có thể hiểu là "Ngai vàng xứ Castilla" hay "Vương quyền của Castilla". Sau đó những vị Vua của Castilla chiếm dần những lãnh thổ ở phía Nam bán đảo Iberia của quốc gia hồi giáo Al-Andalus.
Cuộc hôn nhân của Quân chủ Công giáo, Song vương Isabel và Fernando đã góp phần hợp nhất Castilla và Aragon, là mấu chốt quan trọng trong việc hình thành Vương quốc Tây Ban Nha vào năm 1516.